# Eiphosoma laphygmae
Eiphosoma laphygmae är en stekelart som beskrevs av Costa Lima 1953. Eiphosoma laphygmae ingår i släktet Eiphosoma och familjen brokparasitsteklar. Inga underarter finns listade i Catalogue of Life.